# Ветерани, Бенедетто
Бенедетто Ветерани (итал. Benedetto Veterani; 18 октября 1703, Урбино, Папская область — 12 августа 1776, Рим, Папская область) — итальянский куриальный кардинал, доктор обоих прав. Асессор Верховной Священной Конгрегации Римской и Вселенской Инквизиции с сентября 1759 года по 26 сентября 1766 года. Префект Священной конгрегации Индекса с 1 апреля 1767 года по 12 августа 1776 года. Кардинал-дьякон с 26 сентября 1766 года, с титулярной диаконией Санти-Козма-э-Дамиано с 1 декабря 1766 года.